# Tuarega
Tuarega is een geslacht van rechtvleugeligen uit de familie Pamphagidae. De wetenschappelijke naam van dit geslacht is voor het eerst geldig gepubliceerd in 1943 door Uvarov.

## Soorten
Het geslacht Tuarega omvat de volgende soorten:
- Tuarega insignis Lucas, 1851
- Tuarega ouarzazatensis Yin, Husemann & Li, 2011
- Tuarega parisi Yin & Li, 2011
- Tuarega sahara Yin & Li, 2011